# Birgit Kowalczik
Birgit Kowalczik (* 21. Oktober 1967 in Köln) ist eine deutsche Schwimmerin und Olympiateilnehmerin.  
Die 1,80 m große und 66 kg schwere Athletin startete für den SV Rhenania Köln.
Sie konnte sich mehrfach bei Deutschen Meisterschaften platzieren:
- 200 m Freistil: 1986 Platz 3
- 400 m Freistil: 1982 und 1986 Meisterin, 1987 Vizemeisterin, 1988 Platz 3
- 800 m Freistil: 1986 Meisterin, 1987 Platz 3, 1988 Vizemeisterin

Bei den Olympischen Spielen 1984 in Los Angeles startete sie über 400 und 800 m Freistil. Über 400 m Freistil erreichte sie das Finale, wo sie in 4:16,33 min Platz 7 belegte (für eine Medaille hätte sie 4:11,48 min schwimmen müssen). Über 800 m Freistil schied sie in 8:53,34 min als 11. der Vorläufe aus.